# Iota Persei
Iota Persei is een gele dwerg in het sterrenbeeld Perseus met een spectraalklasse van G0.V. De ster bevindt zich 34,50 lichtjaar van de zon.